# Ю̈
Ю̈ (minúscula: ю̈) é uma letra do Alfabeto cirílico. Consiste em um Ю com um trema. É usado na Língua selkup .